# Mappa del Duca di Noja
La mappa del Duca di Noja è una carta topografica riferita alla città di Napoli ed ai suoi contorni, risalente al 1775. Essa costituisce un'importante fonte iconografica per lo studio topografico ed urbanistico del territorio tra il XVII ed il XIX secolo, consentendo tra l'altro lo studio della genesi e della disposizione urbanistica originaria delle Ville vesuviane del Miglio d'oro.

## Storia

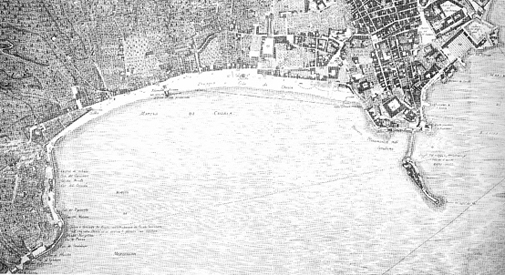
La città di Napoli rappresentata nella Mappa del Duca di Noja (particolare da Mergellina fino al Castel dell'Ovo e Palazzo Reale)

La commissione di una cartografia che dipingesse l'aspetto della città di Napoli e dei suoi contorni risale al 29 aprile 1750, quando il Tribunale degli Eletti o di San Lorenzo ne affidò la realizzazione a Giovanni Carafa, duca di Noja. L'opera fu iniziata avendo nel valente agrimensore Vanti la principale intelligenza tecnica. Secondo i programmi originari, la mappa avrebbe dovuto essere completata entro due anni e mezzo, ma in realtà i lavori si prolungarono molto oltre. L'utilizzo del tavoletta pretoriana fece sì che questa la prima vera mappa della città, i cui dati provenivano da un rigoroso rilevamento e la cui precisione topografica era molto più aderente alla realtà di quanto non fossero le precedenti vedute a volo d'uccello dei secoli precedenti.
Nel 1768, anno della morte del Carafa, la cartografia non era ancora completata, e passò sotto la direzione di Giovanni Pignatelli, principe di Monteroduni. Il nuovo responsabile dei lavori nominò sovrintendente dalla parte tecnica l'architetto Gaetano Brunzuoli, che nel frattempo stava completando la costruzione della casa del duca di Noja. L'opera del Brunzuoli si concretò nell'aggiornamento della cartografia con i cambiamenti urbanistici intervenuti durante il lungo periodo di elaborazione. La cartografia fu finalmente completata nel 1775, e fu corredata da un indice topografico realizzato da Nicola Carletti, docente di architettura e matematica all'Università di Napoli e architetto della città di Napoli. I primi cento esemplari furono realizzati dal regio stampatore Vittorio Barbacci, mentre quelli susseguenti furono stampati dal romano Antonio Cenci. La cartografia venne messa in vendita al pubblico al prezzo di dieci ducati a copia, successivamente ridotti a sei per facilitarne la diffusione, la quale fu però assai limitata dall'alto costo della riproduzione.

## La mappa
La mappa, composta da 35 tavole, fu realizzata per impressione su lastre in rame da Giuseppe Aloja, Gaetano Cacace, Pietro Campana e Francesco Lamarra. Le dimensioni della carta sono 5,016 metri di larghezza x 2,376 metri di altezza e la sua scala grafica è 1:3808.
Accanto alla sua utilità in quanto documento topografico, la mappa fu pensata anche per essere un oggetto artistico. Essa è infatti corredata nella parte inferiore da una veduta scenografica di Napoli e di una legenda composta da 580 richiami con notizie storico-artistiche, ed incorniciata da un motivo ornato. La parte alta della mappa presenta il titolo, la dedica a Carlo III sulla sinistra, ed una collezione degli stemmi, suddivisi per Seggio, di 134 famiglie nobili napoletane, nonché lo stemma reale.
L'importanza della mappa è legata allo studio delle variazioni urbanistiche intervenute nella città di Napoli e nel suo circondario durante il regno di Carlo di Borbone e di suo figlio Ferdinando IV. È inoltre un esempio di pianificazione urbanistica, dato provato dal fatto che alcuni edifici di rilievo vi sono rappresentati sotto la forma che avrebbero dovuto assumere da progetto, e non secondo quanto fu in effetti realizzato. Il caso del Real Albergo dei Poveri, immensa struttura iniziata nel 1751 su progetto di Ferdinando Fuga e destinata all'accoglienza e sostentamento dei poveri del Regno di Napoli, è paradigmatico in tal senso. Secondo il progetto originario, esso avrebbe dovuto essere un edificio a pianta rettangolare lungo 600 metri e largo 150. In realtà i lavori furono interrotti nel 1819 quando l'impianto aveva raggiunto una lunghezza di 384 metri.
È rimarchevole tuttavia la volontà di dotare il Regno di uno strumento per la pianificazione urbanistica, tendente, nelle parole dello stesso Carafa, ad una “geometrica delineazione della città".